# 白井亨
白井 亨（しらい とおる, 1783年（天明3年） - 1843年12月5日（天保14年11月14日）は、江戸時代後期の剣客。天真一刀流二代目、天真伝兵法（天真白井流）の開祖。一説に白井流手裏剣術の開祖とも。諱は義謙。号を鳩洲。身長168cm。
中西派一刀流弟子時代は、寺田宗有、高柳又四郎と並んで「中西道場の三羽烏」と謳われた。

## 生涯
江戸の町人・大野家にて天明3年（1783年）に生まれ、後に母方の祖父である信州中野の郷士・白井彦兵衛の養子となる。亨が数え8歳のとき彦兵衛が没し、遺言にて母は亨を機迅流の依田秀復の元へ入門させる。母の熱心な励ましもあって亨は毎日人に倍する竹刀稽古と非常に重い竹刀を数多く振って稽古に励んだという。しかし亨は元来の体格に恵まれないのと、師である依田との折り合いが悪い事もあって免許が得られず、寛政8年、数え14歳で道場を出る。
翌寛政9年（1797年）一月十六日（以後、漢数字の年月は旧暦）、当時江戸で名高い一刀流中西道場の中西子啓（木刀形稽古から竹刀稽古へ転換した）の元へ入門する。同門には、寺田宗有（竹刀稽古はせず木刀形稽古のみ）、高柳又四郎、浅利又七郎、千葉周作などがおり、その中で亨も腕を磨いた。入門して5年間は、病気であっても1日も稽古を休まず、夜も母に見守られながら数斤の重しを加えた木刀を振るった。
享和元年(1801年)二月十七日に師の子啓が没したことを機に、道場を出て修行を続け独自の技「八寸の伸曲尺」などを工夫した。文化2年（1805年）、亨は23歳で武者修行のため江戸から旅に出る。神道無念流の岡田十松の道場や馬庭念流の道場などで数々の試合をして高い評価を得て、岡山藩で優遇されて道場を与えられる。岡山藩士と書かれることが多いのはこの為であるが、実際には召抱えられてはいないと言われる。
文化8年（1811年）、母の病の知らせもあって亨は江戸に戻る。江戸に戻った後にかつての中西道場の同門達を尋ねて回るが、その剣の衰えように亨は落胆し、老いると強さを失うことへの疑問を持った。それをかつての兄弟子で、天真一刀流を開いていた寺田宗有に打ち明けて立ち会ったが、六十歳を越えた寺田の気迫に負け開眼した亨は宗有へ改めて入門する。
文化12年（1815年）二月一日には高崎藩主松平輝延が大坂城代として赴く際の随員となった師の寺田宗有に同行し、すぐ江戸に戻った師と別れて岡山藩に二ヶ月ほど逗留している。木刀形稽古と練丹修行の傍ら、寺田の勧めで入門した徳本の念仏により大悟し、同年八月十五日、寺田の天真一刀流を継いで二代目となる。後に亨は自流の研究のため天真一刀流を津田明馨に託して、自身は天真伝兵法を創始する。
天保3年（1832年）、大石進が江戸の各道場にて他流試合を挑む中、これを破って面目を保ったのは白井亨であると『一刀流極意』にある。大石進が5尺3寸の長竹刀を使用していたのは有名であるが、それに対し白井は刃渡り2尺以下の片手打ちの短い竹刀を使用したという。
天保14年（1843年）江戸で死去。墓所は東京都台東区蔵前の浄土宗法林寺。
天真伝兵法は富山藩士・吉田有恒が生前に継承し、富山藩に伝わった。

## 評価
白井亨は心法による剣術を理想として、白隠が『夜船閑話』等に記した内観法を行い、練丹を重視していたが、その内容が竹刀稽古全盛の当時の剣術思想に合わずにその流派は衰退したと言われる。しかし、その竹刀での打ち合い稽古の量と指導の丁寧さには北辰一刀流の千葉周作も驚嘆して『剣術初心稽古心得』に残している。また、大成して後にかの勝海舟も白井亨と稽古した印象を『鐡舟随感録』では「真に不思議なものであったよ」と言って神通力を備えていると述べ、『日本劔道史』において直心影流の山田次朗吉は「実に二百年来の名人として推賛の辞を惜しまぬ」と述べている。
数々の試合において後年の白井亨の剣名は高く、召し抱えの話も多数持ちかけられたようだが、剣への研究のためかこれを全て断って生涯仕官しなかった。これも白井亨が同時代の他の剣客に比べ現代であまり知られていない理由であると思われる。
著書に『兵法未知志留辺』、『明道論』、『天真録』、『兵法未知志留辺拾遺』等がある。
富山県立図書館の古絵図・貴重書ギャラリーにおいては『兵法未知志留辺』、『兵法未知志留辺拾遺』、『兵法至途宇乃千利』、『武技略伝』、『天真伝白井流兵法天真録』、『天真伝白井流兵法遣方留』、『天真伝白井流兵法遣方』、『天真伝白井流兵法真剣遣方』、『天真伝一刀流兵法』、『天真白井流兵法遣并記録』、『天真白井流兵法譬咄留』、『天真白井流兵法神妙録』、『天真白井流兵法真剣払捨刀之巻』、『心定之抜書』、『一刀流兵法目録正解弁疑極秘論』を見ることができる。

富山県立公文書館所蔵資料システムにおいては『天真兵法真剣払捨刀之巻』、『白井流天真兵法真剣払捨刀相伝書』、『白井流兵法相伝書』が確認できる。

## 関連文献
- 甲野善紀『剣の精神誌』新曜社、ISBN 4788503913
- 白井亨著『兵法未知志留辺』、1834年、綿谷雪『稀本叢刊第一巻 古武道文献集』再録、1969年、武芸帖社
- 大森曹玄『剣と禅』七章、天真赫機-白井亨とその師p.110[要文献特定詳細情報]
- 山田次郎吉『日本剣道史』[要文献特定詳細情報]
- 津本陽『人斬り剣奥義』収録『肩の砕き』
- 勝海舟『氷川清話』
- 筒井六華『撃剣難波之楳』